# Connor Howe
Connor Howe (ur. 10 czerwca 2000 w Canmore) – kanadyjski łyżwiarz szybki, czterokrotny medalista mistrzostw świata, olimpijczyk.
Studiował matematykę na Uniwersytecie w Calgary. Mieszka w Calgary.

## Wyniki

### Igrzyska olimpijskie
- Pekin 2022
  - 1000 m – 12. miejsce
  - 1500 m – 5. miejsce
  - bieg drużynowy – 5. miejsce

### Mistrzostwa świata na dystansach
- Inzell 2019
  - 1500 m - 24. miejsce
- Salt Lake City 2020
  - 1500 m - 19. miejsce
- Heerenveen 2021
  - 1000 m - 10. miejsce
  - 1500 m - 6. miejsce
  - bieg drużynowy - 2. miejsce

### Mistrzostwa świata juniorów
- Helsinki 2017
  - 500 m - 37. miejsce
  - 1000 m - 41. miejsce
  - 1500 m - 36. miejsce
  - 5000 m - 33. miejsce
  - wielobój - 24. miejsce
  - sprint drużynowy - 2. miejsce
- Salt Lake City 2018
  - 500 m - 17. miejsce
  - 1000 m - 15. miejsce
  - 1500 m - 28. miejsce
  - 5000 m - 29. miejsce
  - wielobój - 11. miejsce
- Baselga di Pinè 2019
  - 500 m - 28. miejsce
  - 1000 m - 13. miejsce
  - 1500 m - 14. miejsce
  - 5000 m - 18. miejsce
  - wielobój - 10. miejsce